# Fragka
Fragka  este un oraș în Grecia în Prefectura Ahaia.